# Pavel Cebanu
Pavel Cebanu (n. 28 martie 1955, Reni, Regiunea Odesa, RSS Ucraineană) este un fost fotbalist, antrenor de fotbal din Republica Moldova, în prezent președinte al Federației Moldovenești de Fotbal.
Cebanu a jucat întreaga sa carieră la Zimbru Chișinău pe postul de mijlocaș (1972-1986), fiind și căpitanul echipei. În tricoul ”zimbrilor” acesta a bifat 341 de meciuri și a marcat 45 goluri. În anul 1980 a fost declarat cel mai bun fotbalist moldovean, iar în 2004 - fotbalistul secolului în fotbalul moldovenesc, conform versiunii Asociației de Istorie și Statistică Fotbalistică din Moldova.
Pavel Cebanu are un fiu pe nume Ilie Cebanu, care este și el fotbalist, jucând pe postul de portar.

## Premii și distincții
- Cel mai bun jucător din istoria fotbalului moldovenesc (versiunea Asociației de Istorie și Statistică Fotbalistică din Moldova, 2004)[1]
- „Om Emerit” (2007)[1]
- Ordinul „Gloria Muncii” (2000)[1]
- „Ordinul de Onoare” (2010)[1]
- Ordinul Bisericii Ortodoxe din Moldova „Binecredinciosul Voievod Ștefan cel Mare și Sfânt” de gradul II (2010)[1]
- „Ordinul Republicii” (2015)[2]